# Filip Zubčić
Filip Zubčić (Zagabria, 27 gennaio 1993) è uno sciatore alpino croato.

## Biografia
Attivo in gare FIS dal novembre del 2008, Zubčić ha esordito in Coppa Europa il 7 marzo 2010 a Platak in slalom speciale (49º), ai Campionati mondiali a Garmisch-Partenkirchen 2011, dove si è classificato 30º nello slalom speciale, e in Coppa del Mondo il 28 ottobre 2012 a Sölden in slalom gigante, senza completare la prova. Ai Mondiali di Schladming 2013 si è piazzato 28º nello slalom gigante e non ha completato lo slalom speciale; l'anno dopo ai XXII Giochi olimpici invernali di Soči 2014, suo esordio olimpico, non ha completato lo slalom gigante.
Ai Mondiali di Vail/Beaver Creek 2015 si è piazzato 16º nello slalom gigante e 13º nello slalom speciale, mentre a quelli di Sankt Moritz 2017 è stato 31º nel supergigante, 19º nello slalom gigante, 9º nella gara a squadre e non ha completato la combinata. Ai XXIII Giochi olimpici invernali di Pyeongchang 2018 si è classificato 24º nello slalom gigante, 12º nella combinata e non ha portato a termine il supergigante e lo slalom speciale; l'anno dopo ai Mondiali di Åre 2019 è stato 29º nel supergigante, 19º nello slalom gigante, 26º nello slalom speciale e 40º nella combinata. L'11 gennaio 2020 ha conquistato, sulla Chuenisbärgli di Adelboden in slalom gigante, il primo podio in Coppa del Mondo (2º) e il 22 febbraio successivo la prima vittoria, a Naeba nella medesima specialità.
Ai Mondiali di Cortina d'Ampezzo 2021 ha vinto la medaglia d'argento nello slalom parallelo, si è classificato 4º nello slalom gigante e non ha completato lo slalom speciale. Ai XXIV Giochi olimpici invernali di Pechino 2022 si è piazzato 10º nello slalom gigante e 18º nello slalom speciale e ai Mondiali di Courchevel/Méribel 2023 è stato 8º nello slalom gigante, 11º nello slalom speciale e non si è qualificato per la finale nel parallelo. Nella successiva stagione 2023-2024 si è classificato 3º nella classifica della Coppa del Mondo di slalom gigante; ai Mondiali di Saalbach-Hinterglemm 2025 si è classificato 13º nello slalom gigante e non ha portato a termine lo slalom speciale.

## Palmarès

### Mondiali
- 1 medaglia:
  - 1 argento (slalom parallelo a Cortina d'Ampezzo 2021)

### Coppa del Mondo
- Miglior piazzamento in classifica generale: 5º nel 2021
- 12 podi (11 in slalom gigante, 1 in slalom speciale):
  - 3 vittorie (in slalom gigante)
  - 6 secondi posti (in slalom gigante)
  - 3 terzi posti (2 in slalom gigante, 1 in slalom speciale)

#### Coppa del Mondo - vittorie
| Data             | Località                | Paese    | Specialità |
| ---------------- | ----------------------- | -------- | ---------- |
| 22 febbraio 2020 | Naeba                   | Giappone | GS         |
| 5 dicembre 2020  | Santa Caterina Valfurva | Italia   | GS         |
| 27 febbraio 2021 | Bansko                  | Bulgaria | GS         |

Legenda:

GS = slalom gigante

### Coppa Europa
- Miglior piazzamento in classifica generale: 61º nel 2014

### Campionati croati
- 8 medaglie:
  - 2 ori (slalom gigante nel 2021; slalom gigante nel 2023)
  - 2 argenti (slalom speciale nel 2021; slalom speciale nel 2023)
  - 4 bronzi (slalom speciale nel 2012; slalom speciale nel 2013; slalom speciale nel 2018; slalom speciale nel 2019)